# Союз борьбы за освобождение народов России
Союз борьбы за освобождение народов России (сокращённо СБОНР) — послевоенная политическая организация, возникшая 13 августа 1947 года в Мюнхене и состоящая из представителей эмиграции второй волны, фактически являвшееся единственным преемником власовского движения, не исказившим его идеологию.
28 мая 2000 года была официально самораспущенна.

## Создание и идеология
13 августе 1947 года на территории лагеря Шляйхсгейма состоялась секретная учредительная конференция Боевого Союза Молодежи Народов России (БСМНР). Идеологической программой организации стал Пражский манифест. 19 мая 1948 года Совет БСМНР переименовал организацию в Союз борьбы за освобождение народов России (СБОНР). Первым Председателем СБОНР на 1-м съезде 13 ноября 1949 года был избран Н. А. Троицкий.
Основанный ещё в 1947 году журнал «Борьба» распространял идеи и цели членов организации. СБОНР считался революционным и антикоммунистическим объединением, придерживающимся лозунга Кронштадтского восстания 1921 года «Советы без большевиков» и ориентировавшимся на идеалы Февральской революции. В качестве своего политического врага СБОНР рассматривал мировую коммунистическую систему. После свержения коммунизма в России, СБОНР-овцы представляли её как федеративную и свободную республику, а экономика страны должна строится на равноправии всех видов собственности, запрете монополий и свободе предпринимательства.

## Деятельность
Деятельность СБОНР была в первую очередь направлена на агитацию среди населения СССР. Поддерживались контакты с различными спортивными командами и делегациями. Устанавливались связи с моряками советского торгового и китобойного флота. Среди советских граждан за границей распространялись различные журналы и справочные материалы организации. C 1963 года для населения Союза ССР издавались «Письма Родине».
СБОНР совместно с другими зарубежными организациями проводил совместные мероприятия, собрания, Дни Непримиримости. Члены организации принимали участие в сборе средств для строительства памятника участникам Освободительного движения.

## Символика и девиз
Согласно уставу организации: 

 Эмблемой СБОНР является зажатый в руке факел, символизирующий идею ОДНР. Эмблема изображается на всех союзных изданиях, на нагрудном значке члена СБОНР, на членском билете, на знамени, на печати и на документах СБОНР.
Знамя союза представляет собой белое шелковое полотнище размером 1 x 2 c Андреевским крестом. На обратное стороне полотнища в верхнем углу вышит девиз СБОНР, а в центре — эмблема СБОНР и наименование организации.
Девизом СБОНР являются слова А. А. Власова:
«Россия — наша! Прошлое России — наше! Будущее России — тоже наше!»— 